# Karminroter Zylinderputzer
Der Karminrote Zylinderputzer (Callistemon citrinus) ist eine Pflanzenart aus der Gattung der Zylinderputzer (Callistemon) innerhalb der Familie der Myrtengewächse (Myrtaceae). Sie stammt aus Australien und wird wegen ihrer auffälligen zylinderförmigen Blütenstände als Zierpflanze verwendet.

## Beschreibung

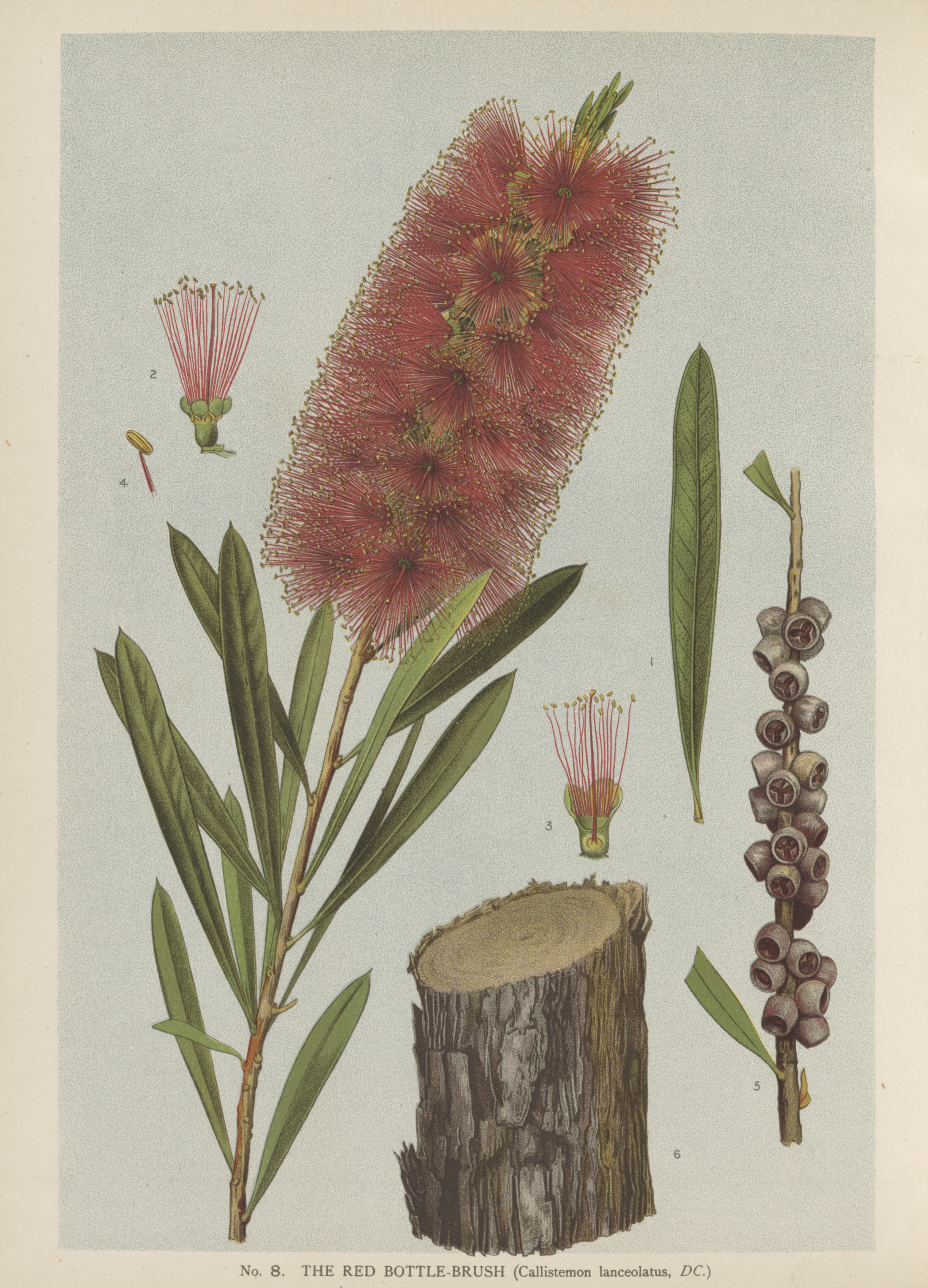
Illustration

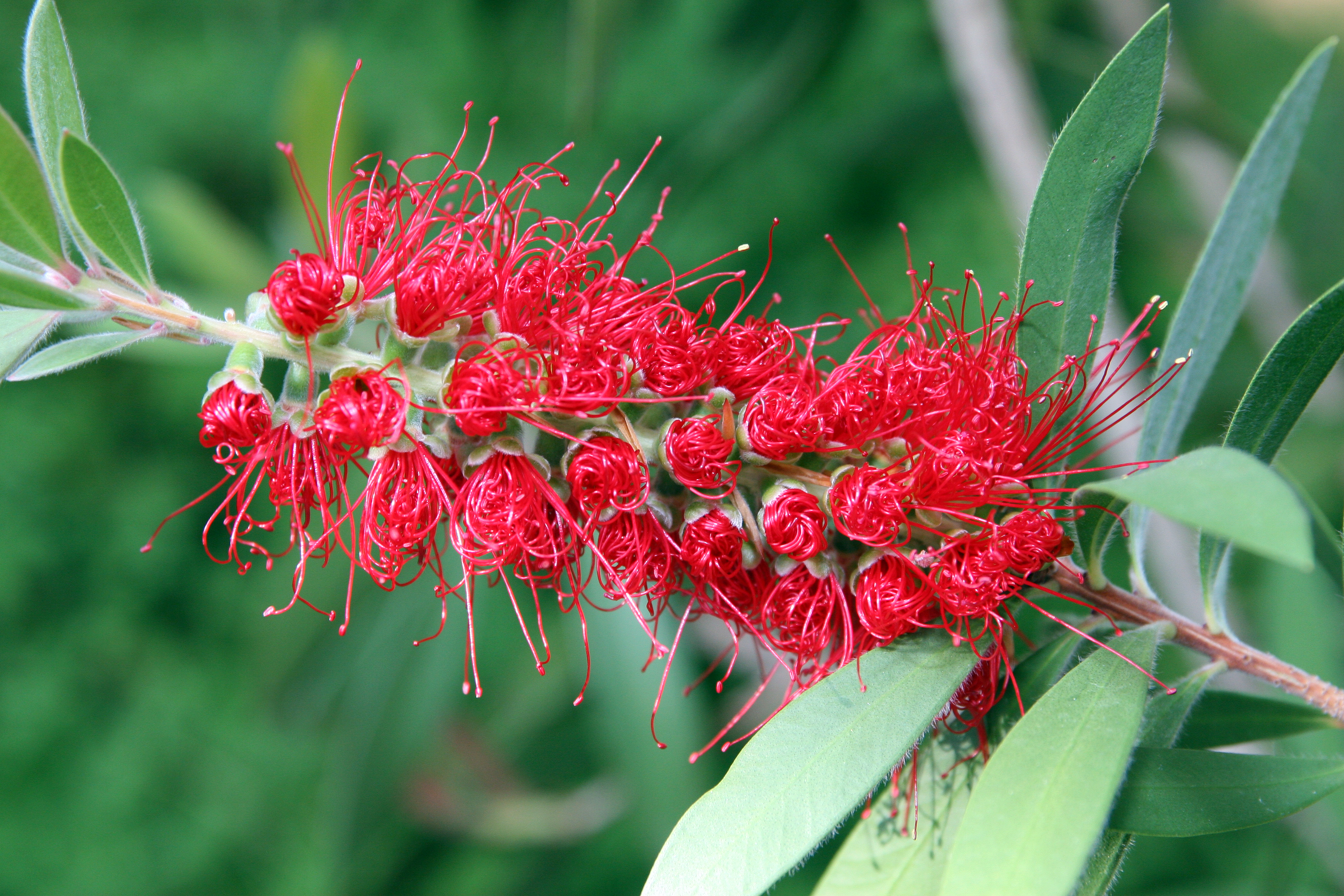
Jüngerer Blütenstand mit frischem Laubaustrieb darüber

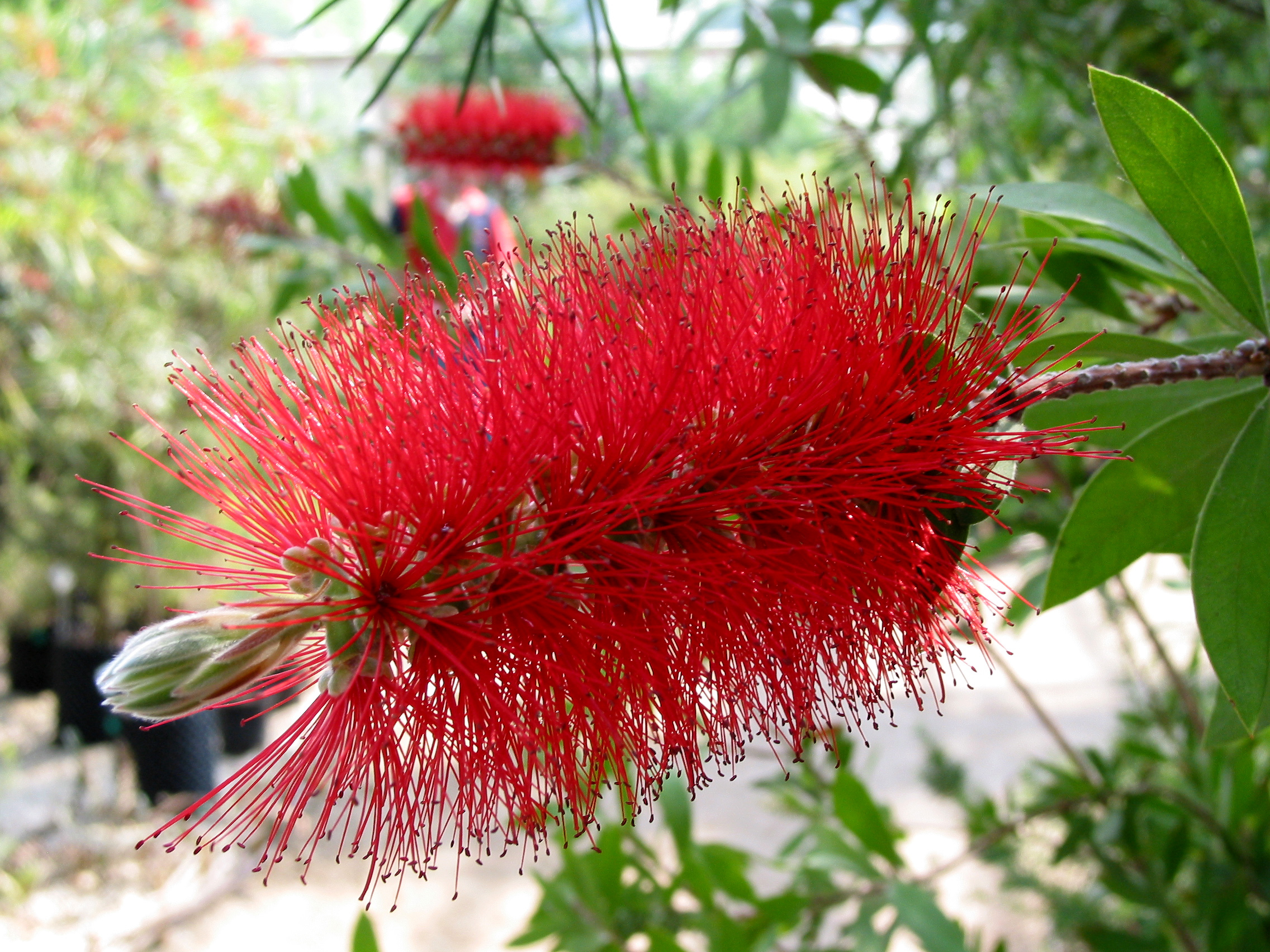
Älterer Blütenstand

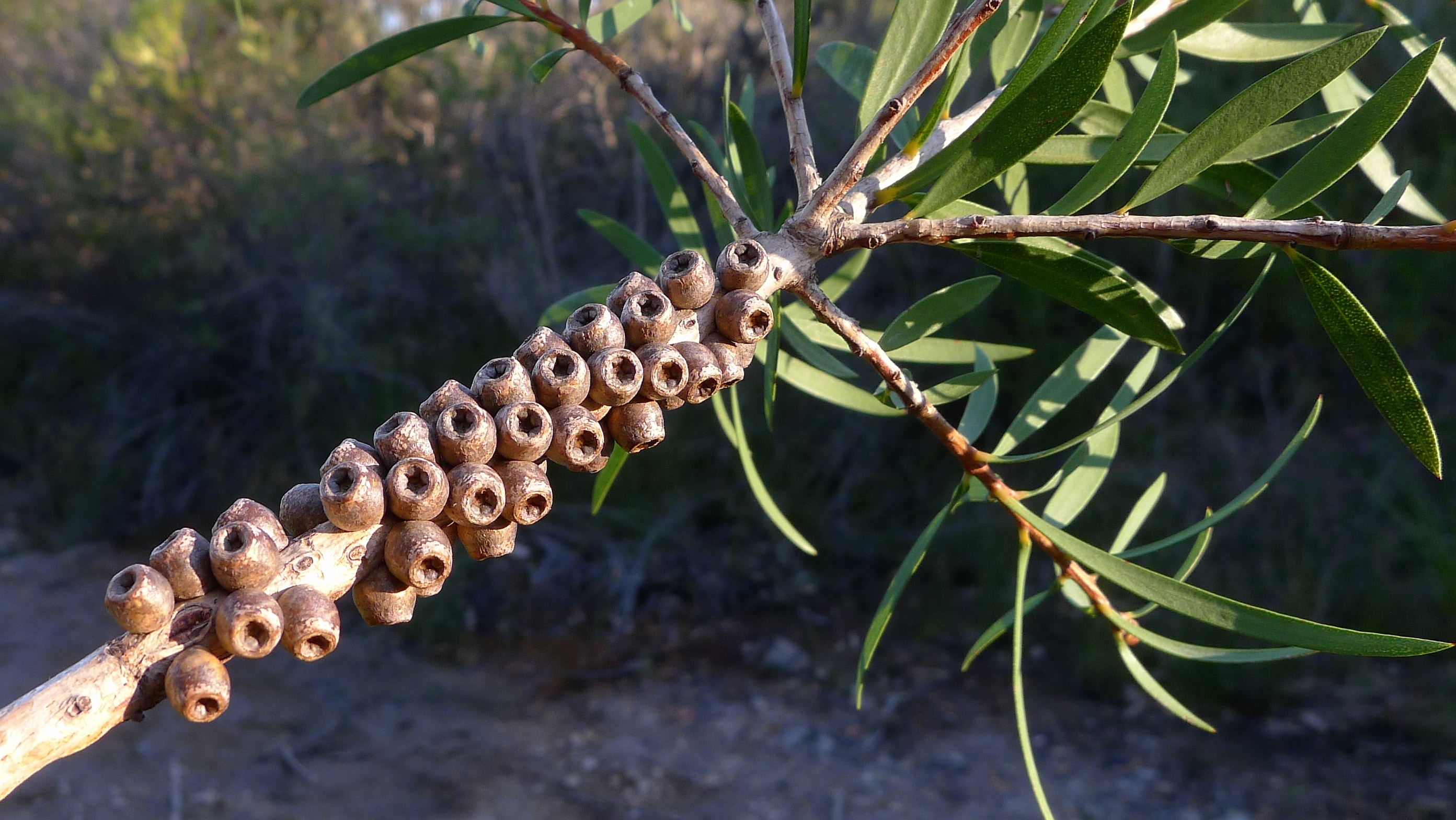
Fruchtstand mit verholzten Kapselfrüchten

Der Karminrote Zylinderputzer wächst als immergrüner, selbständig aufrechter Strauch mit Wuchshöhen von meist 1 bis 3 Metern, seltener auch als kleiner Baum mit Wuchshöhen von 2 bis 7 Metern. Die Krone erreicht Durchmesser von etwa 3 Meter. Die Rinde ist hellbraun und rau.
Die wechselständig an den Zweigen angeordneten Laubblätter sind mehr oder weniger sitzend. Die einfache, ledrige Blattspreite ist bei einer Länge von 3 bis 7 Zentimetern und einer Breite von 5 bis 8 Millimetern verkehrt-eilanzettlich bis schmal-elliptisch, mit sich verjüngendem Spreitengrund und meist stachelspitzigem, spitzem oberen Ende. Auf beiden Blattflächen sind die Blattadern kaum erkennbar und die Drüsen manchmal deutlich sichtbar. Die zerriebenen Blätter duften leicht nach Zitronen, daher das Artepitheton citrinus. Die frisch austreibenden Blätter sind silbrig behaart und oft zunächst gold- bis kupferfarben.
Die Blütezeit reicht von Frühling bis Sommer, oft auch bis in den Herbst hinein. Die ährigen, vielblütigen Blütenstände weisen eine Länge von 6 bis 10 cm sowie einen Durchmesser von 4 bis 7 cm auf und erinnern im Aussehen an Flaschenbürsten. Die fünfzähligen und grünlichen Blüten sind zwittrig. Es ist ein mehr oder weniger behaarter Blütenbecher vorhanden. Die Kelch- und Kronblätter sind behaart. Optisch auffällig sind von den einzelnen Blütenteilen die je nach Population oder Sorte die langen leuchtend-roten, karminroten, purpurfarbenen oder violetten Staubfäden, die dem ganzen Blütenstand die auffällige Färbung geben. Die Staubbeutel sind dunkel-purpur. Der dreikammerige Fruchtknoten ist unterständig mit langem, schlankem Griffel. Es ist ein Diskus vorhanden.
Die Blütenstandsachse setzt über dem Blütenstand ihre Entwicklung mit einer Reihe normaler Laubblätter fort. Nach einiger Zeit erscheint dann der nächste Blütenstand, oft noch, bevor die Früchte des alten Blütenstandes ausgereift sind. Die Bestäubung wird hauptsächlich von Vogelarten übernommen, die den Schwebflug nicht beherrschen und die zum Ausbeuten der Blüten auf den Zweigen in den blütenfreien Sprossabschnitten sitzen.
Die relativ stark verholzenden, harten Kapselfrüchte besitzen einen Durchmesser von 4 bis 7 mm und enthalten viele winzige Samen. Die Kapselfrüchte verbleiben oft mehrere Jahre lang geschlossen an der Pflanze. Erst nach einem Buschbrand öffnen sich die Kapselfrüchte und entlassen die Samen; der Karminrote Zylinderputzer ist also ein Pyrophyt.
Die Chromosomenzahl beträgt 2n = 22.

## Vorkommen
Die natürliche Verbreitungsgebiet des Karminroten Zylinderputzers liegt in den südöstlichen australischen Bundesstaaten dem östlichen New South Wales, dem östlichen Queensland und dem östlichen Zipfel von Victoria.
Er ist weitverbreitet und stellenweise häufig in Sümpfen nahe der Küste und entlang von felsigen Wasserläufen.

## Taxonomie
Die Erstveröffentlichung erfolgte 1794 durch den englischen Botaniker William Curtis unter dem Namen (Basionym) Metrosideros citrina in Botanical Magazine, Volume 8, Tafel 260. Die Neukombination zu Callistemon citrinus wurde 1913 durch den US-amerikanischen Botaniker Homer Collar Skeels in U.S. Department of Agriculture Bureau of Plant Industry Bulletin, Volume 282, S. 49 veröffentlicht. Das Artepitheton citrina, citrinus bezieht sich auf die leicht nach Zitronen duftenden Laubblätter.
Weitere Synonyme für Callistemon citrinus (Curtis) Skeels sind: Metrosideros lanceolata Sm. nom. illeg., Callistemon lanceolatum var. sparsum Regel orth. var., Callistemon lanceolatus (Sm.) DC., Callistemon lanceolatus Colvill ex Sweet var. lanceolatus, Callistemon lanceolatus Colvill ex Sweet f. lanceolatus, Callistemon lanceolatum Colvill orth. var., Melaleuca citrina (Curtis) Dum.Cours., Callistemon citrinus (Curtis) Skeels var. citrinus, Callistemon citrinus (Curtis) Stapf, Callistemon lanceolatus var. sparsus Regel nom. inval., Callistemon lanceolatus Colvill ex Sweet nom. illeg., Callistemon laevis Anon. nom. inval., Callistemon marginatus (Cav.) DC., Callistemon lophanthum Sweet orth. var., Metrosideros rugulosa Sieber ex Benth. nom. illeg., Callistemon lanceolatum var. pendulumRegel orth. var., Callistemon lanceolatus f. semperflorens (Lodd., G.Lodd. & W.Lodd.) Siebert & Voss, Metrosideros semperflorens Lodd., G.Lodd. & W.Lodd., Callistemon citrinus var. splendens Stapf, Callistemon lanceolatus var. pendulus Regel, Callistemon lanceolatus var. lophanthus (Vent.) Heynh., Callistemon lophanthus (Vent.) Sweet, Metrosideros lophantha Vent., Callistemon marginatus <(Cav.) Sweet, Metrosideros marginata Cav., Metrosideros latifolia Dum.Cours. nom. inval., Callistemon lanceolatus var. semperflorens (Lodd., G.Lodd. & W.Lodd.) Heynh., Callistemon marginatum Sweet orth. var., Callistemon semperflorens (Lodd., G.Lodd. & W.Lodd.) Heynh., Callistemon citrina Skeels orth. var.

## Nutzung
Der Karminroter Zylinderputzer wird vielseitig als Zierpflanze verwendet, beispielsweise in subtropischen Parkanlagen und Gärten, oder als Kübelpflanze in den Gemäßigten Breiten.
Es ist eine Vielzahl von Sorten, die nicht durch Kreuzungen, sondern durch vegetative Auslesen entstanden sind. Hier eine Auswahl:
- 'Burgundy': Mit purpurroten Blüten.
- 'Endeavour': Mit roten Blüten.
- 'Mauve Mist': Mit mauvefarbenen Blüten.
- 'Reeves Pink': Mit rosafarbenen Blüten.
- 'White Anzac': Mit weißen Blüten.

Die Blätter können Teemischungen hinzugefügt werden und besitzen einen genussvollen erfrischenden Geschmack.
Ein lohfarbener Farbstoff wird aus den Blüten gewonnen und es wird kein Beizmittel benötigt. Aus den Laubblättern wird ein zimtfarbener Farbstoff gewonnen.
Das harte, schwere Holz ist zu klein für eine wirtschaftliche Verwendung. Aber es werden daraus Werkzeugstiele hergestellt. Als Feuerholz wird es auch verwendet.

## Schädlinge und Krankheiten
Der Pilz Sphaeropsis tumefacens kann Gallbildung am jungen Austrieb verursachen.